# Буче (община Драгаш)
Буче или Буча (на албански: Buçë, на сръбски: Буча) е село в община Драгаш (Шар), Призренски окръг, Косово. Населението възлиза на 645 жители според преброяването от 2011 г.

## География
Буче се намира в географския район Ополе, който през 2000 година е обединен административно с Гора в единната община Драгаш. Селото се намира на около 7 километра северно от Драгаш и на около 20 километра югозападно град Призрен. Разположено е от дясната страна на река Плава, в подножието на планината Коритник.

## История
Според Стефан Младенов в 1916 година Бучье е албанско село.
Преброяването от 2011 година регистрира всичките 645 жители като албанци.